# Tandil (município)
Tandil é um partido (município) da província de Buenos Aires, na Argentina. Possuía, de acordo com estimativa de 2019, 137.922 habitantes.